# 戴维·赫尔
戴维·李·赫尔（英語：David Lee Hull，1935年6月15日—2010年8月11日）是一位美国哲学家，主要研究生物学哲学。他还是同性恋权利的主张者。
赫尔是印第安纳大学科学哲学史系的首批毕业生之一。在该大学拿到博士学位后，他在威斯康星大学密尔沃基分校任教，20年后转至西北大学任教。赫尔曾是科学哲学协会和系统生物学学会主席。他最出名的论点是，物种并非一个群体，而是个体的延伸。